# 格洛丽亚·西伯特
格洛丽亚·西伯特（德語：Gloria Siebert，1964年1月13日—），德国女子田径运动员，主攻跨栏。她曾代表东德参加1988年夏季奥林匹克运动会田径比赛，获得女子100米栏银牌。